# Chlotrudis Award du meilleur film documentaire
Le Chlotrudis Award du meilleur film documentaire (Chlotrudis Award for Best Documentary) est une récompense cinématographique américaine décernée depuis 2002 par la Chlotrudis Society for Independent Film lors de la cérémonie annuelle récompensant les meilleurs films indépendants internationaux.

## Palmarès

### Années 2000
- 2002 : Les Glaneurs et la Glaneuse
  - Keep the River on your Right
  - Startup.com
- 2003 : Gigantic (A Tale of Two Johns)
  - Bowling for Columbine
  - The Cockettes
  - Daughter from Đà Nẵng
  - My Father the Genius
- 2004 : Capturing the Friedmans
  - Lost in La Mancha
  - OT: Our Town
  - Spellbound
  - Le Peuple migrateur
- 2005 : Tarnation
  - L'Agronome (The Agronomist)
  - Bright Leaves
  - Control Room
  - DiG!
  - The Fog of War (The Fog of War: Eleven Lessons from the Life of Robert S. McNamara)
  - Screaming Men
- 2006 : (ex æquo)
  - Born into Brothels (Born into Brothels: Calcutta's Red Light Kids)
  - Murderball
    - Double Dare
    - Grizzly Man
    - In the Realms of the Unreal
- 2007 : This Film Is Not Yet Rated
  - 10e chambre, instants d'audience
  - Up Series
  - Jesus Camp
  - Shut Up and Sing (Dixie Chicks: Shut Up and Sing)
  - Sisters in Law (Sisters in Law: Stories from a Cameroon Court)
  - Street Fight
- 2008 : Protagonist
  - Helvetica
  - The King of Kong (The King of Kong: A Fistful of Quarters)
  - Kurt Cobain About a Son
  - Lake of Fire
  - No End in Sight
- 2009 : Le Funambule (Man on Wire)
  - Chris & Don
  - Rencontres au bout du monde (Encounters at the End of the World)
  - Winnipeg mon amour (My Winnipeg)
  - Surfwise

### Années 2010
- 2010 : (ex æquo)
  - Les Plages d'Agnès
  - Herb and Dorothy
    - La Danse : Le Ballet de l'Opéra de Paris
    - Good Hair
    - Theater of War
    - Unmistaken Child
- 2011 : Marwencol
  - The Art of the Steal
  - Faites le mur ! (Exit Through the Gift Shop)
  - Inside Job
  - Joan Rivers: A Piece of Work
  - Prodigal Sons
- 2012 : (ex æquo)
  - Bill Cunningham New York
  - Buck
    - Into the Abyss (Into the Abyss: A Tale of Death, A Tale of Life)
    - Pina
    - Senna
    - Topp Twins
- 2013 : How to Survive a Plague
  - The Central Park Five
  - Detropia
  - First Position
  - The Queen of Versailles